# アングロ・ウェルシュカップ
アングロ・ウェルシュカップ（ウェールズ語: Cwpan Eingl-Gymreig, 英語: Anglo-Welsh Cup）は、イングランド・ウェールズにおけるラグビーのカップ戦である。1971年開始。冠スポンサーによって大会名が度々変更され、2006-07年のシーズンよりフランス電力公社の英国子会社EDFエナジーがスポンサーとなり「EDFエナジーカップ（EDF Enegy Cup）」として行われていたのが、2010-11年よりイギリスの保険会社LVがスポンサーとなり「LVカップ」として行われている。2015-16シーズンはラグビーワールドカップ2015のため開催なし。

## 概要
イングランドからはプレミアシップ12クラブ、ウェールズからはケルティックリーグ4クラブの計16クラブが参加。
16クラブを4プールに分けてグループ内で総当り戦を行っていたのを、2010-11年のシーズンからはグループ内ではなく、第1プールのチームは第4プールのチームと、第2プールのチームは第3プールのチームとそれぞれ総当たり戦を行うという方式になった（試合数は1チーム当たり3試合から4試合に増加）。各プール最上位クラブが準決勝に進出。ノックアウトトーナメントで優勝を決める。

## 歴代優勝クラブ
- 1971-72 グロスター・ラグビー
- 1972-73 コヴェントリーRFC
- 1973-74 コヴェントリーRFC
- 1974-75 ベッドフォード・ブルース
- 1975-76 ゴスフォース
- 1976-77 ゴスフォース
- 1977-78 グロスター・ラグビー
- 1978-79 レスター・タイガース
- 1979-80 レスター・タイガース
- 1980-81 レスター・タイガース
- 1981-82 グロスター・ラグビー
- 1982-83 ブリストル・ラグビー
- 1983-84 バース・ラグビー
- 1984-85 バース・ラグビー
- 1985-86 バース・ラグビー
- 1986-87 バース・ラグビー
- 1987-88 ハーレクインズ
- 1988-89 バース・ラグビー
- 1989-90 バース・ラグビー
- 1990-91 ハーレクインズ
- 1991-92 バース・ラグビー
- 1992-93 レスター・タイガース
- 1993-94 バース・ラグビー
- 1994-95 バース・ラグビー
- 1995-96 バース・ラグビー
- 1996-97 レスター・タイガース
- 1997-98 サラセンズ
- 1998-99 ワスプスFC
- 1999-2000 ロンドン・ワスプス
- 2000-01 ニューカッスル・ファルコンズ
- 2001-02 ロンドン・アイリッシュ
- 2002-03 グロスター・ラグビー
- 2003-04 ニューカッスル・ファルコンズ
- 2004-05 リーズ・カーネギー
- 2005-06 ロンドン・ワスプス
- 2006-07 レスター・タイガース
- 2007-08 オスプリーズ
- 2008-09 カーディフ・ブルーズ
- 2009-10 ノーサンプトン・セインツ
- 2010-11 グロスター・ラグビー

## クラブ別優勝回数
| クラブ                 | 優勝回数 | 優勝年度                                                                                 |
| ---------------------- | -------- | ---------------------------------------------------------------------------------------- |
| バース                 | 10       | 1983-84, 1984-85, 1985-86, 1986-87, 1988-89, 1989-90, 1991-92, 1993-94, 1994-95, 1995-96 |
| レスター               | 8        | 1978-79, 1979-80, 1980-81, 1992-93, 1996-97, 2006-07, 2011-12, 2016-17                   |
| グロスター             | 5        | 1971-72, 1977-78, 1981-82*, 2002-03, 2010-11                                             |
| ニューカッスル         | 4        | 1975-76, 1976-77 (ゴスフォースとして), 2000-01, 2003-04                                  |
| ハーレクインズ         | 3        | 1987-88, 1990-91, 2012-13                                                                |
| ワスプス               | 3        | 1998-99, 1999-2000, 2005-06                                                              |
| コヴェントリー         | 2        | 1972-73, 1973-74                                                                         |
| サラセンズ             | 2        | 1997-98, 2014-15                                                                         |
| ベッドフォード         | 1        | 1974-75                                                                                  |
| モーズリー             | 1        | 1981-82*                                                                                 |
| ブリストル             | 1        | 1982-83                                                                                  |
| ロンドン・アイリッシュ | 1        | 2001-02                                                                                  |
| リーズ                 | 1        | 2004-05                                                                                  |
| オスプリーズ           | 1        | 2007-08                                                                                  |
| カーディフ             | 1        | 2008-09                                                                                  |
| ノーサンプトン         | 1        | 2009-10                                                                                  |
| エクセター             | 1        | 2013-14                                                                                  |

* 両チーム優勝。